# マスカラ・サグラダ
マスカラ・サグラダ（Máscara Sagrada、1959年11月6日 - ）は、メキシコの覆面レスラー。

## 来歴
1978年9月2日、メヒコ州テスココでデビュー。
1989年、EMLLのブッカーであるアントニオ・ペーニャがマスカラ・サグラダを発案。6月、EMLLにマスカラ・サグラダとして登場。
1992年1月、ペーニャが設立したAAAに移籍。
1996年、AAAを退団。

## 得意技
エンレダデラ

## 獲得タイトル
- ナショナル・ヘビー級王座
- ナショナル・ライトヘビー級王座
- ナショナル・トリオ王座
- IWC世界ヘビー級王座